# ハッスル・レコード
ハッスル・レコード (Hassle Records) は、イギリス・ロンドンのインディペンデントレコードレーベルである。2005年にクリス・ベイカー (Chris Baker) によって設立された。

## アーティスト
現在
- オーガスト・バーンズ・レッド (August Burns Red)
- バランス・アンド・コンポージャー (Balance and Composure)
- キャンサー・バッツ (Cancer Bats)
- カンタベリー (Canterbury)
- DZ・デスレイズ (DZ Deathrays)
- ロンリー・ザ・ブレイヴ (Lonely the Brave)
- サウザンド・フット・クラッチ (Thousand Foot Krutch)
- ターボウルフ (Turbowolf)
- ウィー・アー・ジ・オーシャン (We Are the Ocean)

過去に所属
- 65デイズオブスタティック (65daysofstatic)
- アレクシスオンファイア (Alexisonfire)
- アルカライン・トリオ (Alkaline Trio)
- アンタイ・フラッグ (Anti-Flag)
- ア・スカイリット・ドライヴ (A Skylit Drive)
- アタック!アタック! (Attack! Attack!) ※2013年解散。アタック・アタック!とは別のバンド
- シティ・アンド・カラー (City and Colour)
- FACT
- フォー・イヤー・ストロング (Four Year Strong)
- FUN.
- ゲット・アップ・キッズ (The Get Up Kids)
- ザ・JCQ (The JCQ) ※2014年解散
- ジュリエット・アンド・ザ・リックス (Juliette and the Licks)
- プロパガンディ (Propagandhi)
- ロロ・トマーシ (Rolo Tomassi)
- セイ・エニシング (Say Anything)
- スピナレット (Spinnerette)
- センシズ・フェイル (Senses Fail)
- サーズデイ (Thursday)
- トラッシュ・トーク (Trash Talk)